# Beta Pictoris b

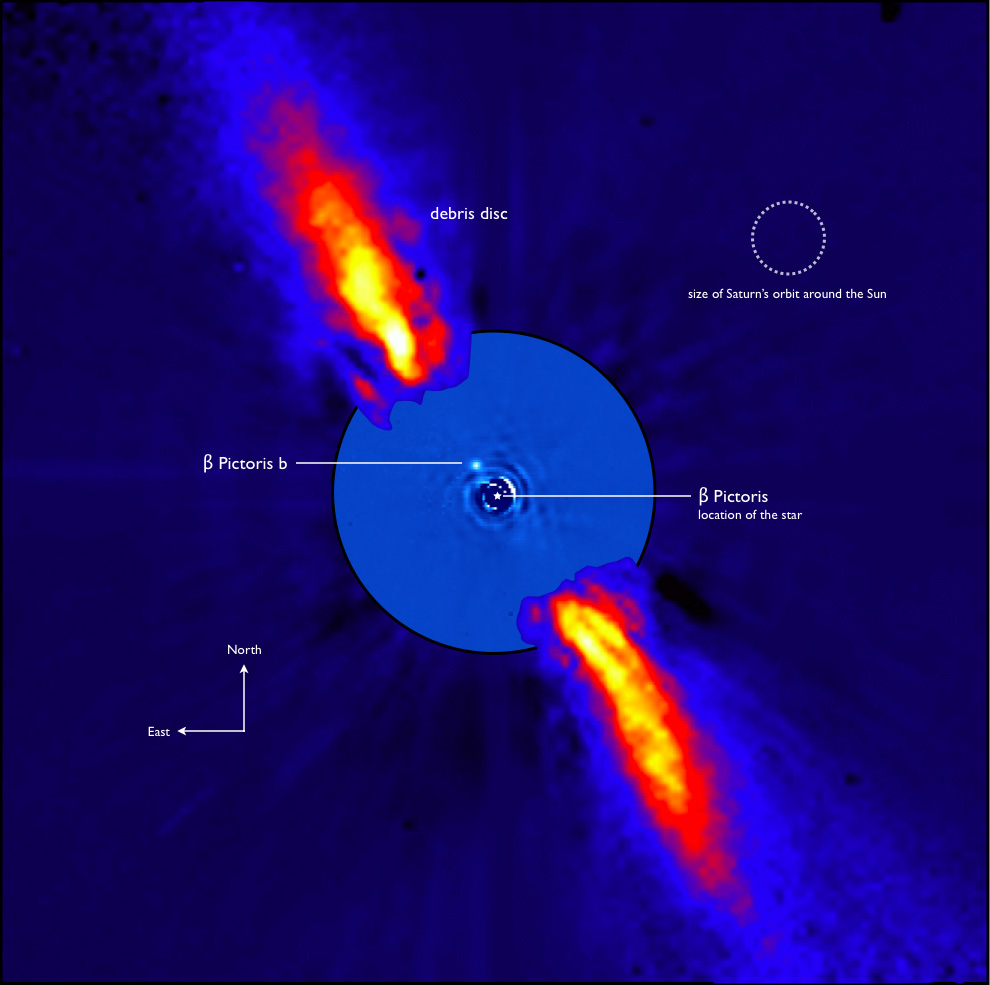
Uma visão anotada do sistema Beta Pictoris

Beta Pictoris b é um planeta extrassolar gigante gasoso localizado a cerca de 63 anos-luz de distância a partir da Terra na constelação de Pictor, que orbita a 4ª magnitude no disco de detritos da estrela Beta Pictoris. Ele tem uma massa entre 4 e 11 massas de Júpiter e um raio cerca de 65% maior do que o Júpiter. Ele orbita a 9 UA de Beta Pictoris (perto do plano do disco de detritos em órbita da estrela) com baixa excentricidade e um período de 20-21 anos, e é o único planeta conhecido no sistema Beta Pictoris.

## Descoberta
O planeta foi descoberto em 18 de novembro de 2008 por Lagrange e equipe, usando o instrumento NACO no Very Large Telescope em Cerro Paranal, no norte do Chile. Este planeta foi descoberto usando a técnica de imagem latente direta. A imagem da descoberta foi feita em 2003, mas o planeta não foi detectada quando os dados foram reduzidos pela primeira vez. Uma nova redução dos dados, em 2008, usando ferramentas modernas de processamento de imagem revelaram o fraco ponto que agora é conhecido por ser um planeta.

## Características
Beta Pictoris b é um planeta muito jovem, com cerca de 20 milhões de anos (comparativamente, a Terra tem 4,5 bilhões de anos de idade) e retém ainda muito calor resultante da sua formação. Este fato é consistente com a juventude da própria da sua própria estrela hospedeira. Os astrônomos acreditam que o planeta tem entre 4 e 11 vezes a massa de Júpiter e está brilhado ainda devido ao calor da sua própria formação, em uma temperatura entre 1100 e 1700 °C.
Em 2014 cientistas conseguiram medir a rotação do planeta, essa foi a primeira vez que a rotação de planeta localizado fora do Sistema Solar foi medido, Beta Pictoris b gira a uma velocidade vertiginosa de 90 mil km/h. Essa velocidade se refere ao deslocamento de um ponto sobre o equador do planeta. Ele completa uma rotação, ou seja, um dia em aproximadamente a cada 8 horas.